# F1 23
F1 23 este un joc video de curse dezvoltat de Codemasters și publicat de EA Sports. Este al șaisprezecelea joc din seria F1 a Codemasters. Deține licența oficială pentru campionatele de Formula 1 și Formula 2 din 2023. Jocul a fost lansat pentru Microsoft Windows, PlayStation 4, PlayStation 5, Xbox One, Xbox Series X/S și Linux pe 16 iunie.

## Gameplay
F1 23 vede revenirea modului poveste, „Braking Point (Punct de frânare)”, care a fost introdus în F1 2021. Două personaje din „Braking Point”, Devon Butler, antagonistul principal, și Aiden Jackson, protagonistul, revin pentru Braking Point 2, precum și pilotul veteran Casper Akkerman, care își face apariția și ca mentor și mai târziu șef de echipă pentru Konnersport. Un nou personaj pe nume Callie Mayer, sora lui Devon Butler, își face apariția, alături de tatăl lor, Davidoff Butler, care este CEO-ul propriei sale companii, Butler Global, și Andreo Konner, fondatorul și proprietarul Konnersport, care a fost directorul echipei în sezonul 2022. Jocul are un mod narativ cu scene live-action similare cu Grid Legends.
F1 23 are o fizică a condusului revizuită și a adăugat opțiunea de a seta o distanță de cursă de 35%. Steagurile roșii, care au apărut ultima dată în F1 2014, își fac din nou apariția. Interfața de utilizare a jocului a fost revizuită pentru o experiență mult mai asemănătoare cu prezentarea curselor curente de Formula 1. Noile adăugări la pachetul My Team Icons includ campionul mondial 1992, Nigel Mansell, pilotul din Seria W Jamie Chadwick (care a și asistat dezvoltatorii cu Braking Point 2), fostul pilot Williams Pastor Maldonado și fostul pilot al Toyota, Sauber și Caterham Kamui Kobayashi. Precomenzile au inclus și personaje din Braking Point 2 ca icon-uri.
„F1 World” extinde funcția „F1 Life” din F1 22 și leagă toate modurile de joc prezentate în joc, inclusiv modurile de clasare, esport, offline și online. Aceasta include și întoarcerea Podium Pass. Jocul introduce un rating de siguranță pentru jucătorii online; sisteme similare au fost prezentate în titluri cum ar fi iRacing și titlurile ulterioare Gran Turismo. Acest sistem este utilizat și în modurile de joc offline, deși este disponibilă o opțiune pentru a-l dezactiva. Mașina din modul „F1 World” a jucătorului poate fi modernizată cu piese auto noi și pot fi angajați noi membri ai echipei. Ambele elemente pot fi obținute prin gameplay; în timp ce un boost XP este disponibil cu „PitCoin”, nu sunt disponibile microtranzacții pentru achiziționarea unor astfel de îmbunătățiri. Sunt disponibile și obiective pentru a debloca mai multe recompense în „F1 World”. Supercarurile și un spațiu de locuit virtual revin din titlul anterior. Modurile de joc, inclusiv progresia în Braking Point 2, sunt luate în considerare pentru progresul Podium Pass.
Circuitul Internațional Lusail, locul unde se desfășoară Marele Premiu al Qatarului, este inclus în joc, la fel ca și noul circuit Las Vegas Strip pentru Marele Premiu al Las Vegasului. Jocul include, de asemenea, Circuitul Imola al Marelui Premiu al Emiliei-Romagna, Circuitul Paul Ricard al Marelui Premiu al Franței, Circuitul Internațional Shanghai al Marelui Premiu al Chinei și Circuitul Internațional Algarve al Marelui Premiu al Portugaliei, piste care au fost eliminate sau nu fac parte din calendarul sezonului 2023.
O altă caracteristică nouă adăugată este capacitatea de a asculta fie coloana sonoră licențiată (introdusă pentru prima dată în F1 22), fie coloana sonoră originală în timpul curselor.

## Dezvoltare și lansare
Au apărut pentru prima dată discuții despre F1 23 în martie 2023, dezvoltatorii vorbind de un „proaspăt început” pentru serie. Codemasters, care a lucrat la serie începând cu F1 2009, și EA Sports s-au întors să lucreze la joc. Un nou trailer care prezintă „Konnersport Butler Global Racing Team” a fost lansat pe 28 aprilie, iar trailerul oficial a fost lansat pe 3 mai. Înainte de dezvăluire, a fost disponibilă un beta închis.
Jocul are două coperți, cu Max Verstappen pe coperta Ediției Campionilor și Charles Leclerc, Lewis Hamilton și Lando Norris pe coperta ediției standard. Jocul a fost lansat pe Microsoft Windows, PlayStation 4, PlayStation 5, Xbox One, Xbox Series X/S și Linux pe 16 iunie, ediția Champions a jocului fiind disponibilă cu trei zile mai devreme, pe 13 iunie.

## Recepție
F1 23 a primit recenzii „în general favorabile”, potrivit agregatorului de recenzii Metacritic.   